# SN 2001fw
SN 2001fw – supernowa typu Ib odkryta 11 listopada 2001 roku w galaktyce UGC 2116. W momencie odkrycia miała maksymalną jasność 18,20m.